# Guerline Jozef

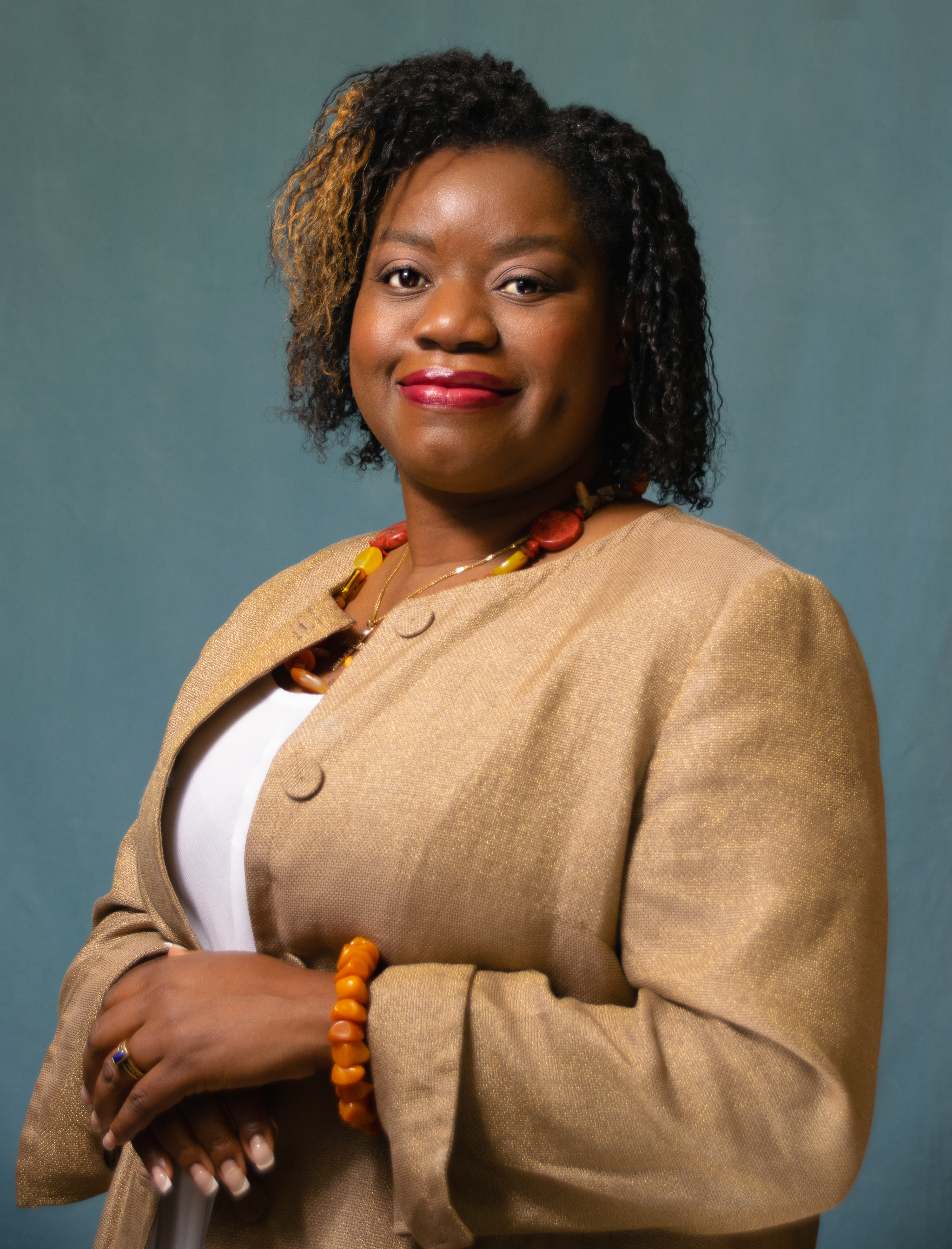
Guerline Jozef (2023)

Guerline M. Jozef (* vor 1995) ist eine haitianisch-US-amerikanische Menschenrechtsaktivistin. Schwerpunkt ihrer Arbeit ist der Kampf für die Rechte von Migranten in den USA.

## Biographie
Guerline Jozefs Eltern waren nach einem Putsch in Haiti, wo ihr Vater Bürgermeister einer Gemeinde gewesen war, in die USA ausgewandert. In den USA arbeitete ihr Vater als Taxifahrer und ihre Mutter als Haushälterin.
Guerline Jozef ist Mitbegründerin und Geschäftsführerin der Haitian Bridge Alliance (HBA), einer gemeinnützigen Organisation mit Sitz in den USA, die sich für den Schutz der Bürger- und Menschenrechte haitianischer Gemeinschaften und anderer Schwarzer Einwanderer aus der Karibik und Afrika einsetzt. Ein Schwerpunkt ihrer Arbeit liegt auf dem Schutz von Frauen und Mädchen, LGBTQA+-Personen und Überlebenden von Folter und anderen Menschenrechtsverletzungen. Sie leistet humanitäre Hilfe und Rechtsbeistand und setzt sich politisch dafür ein, das Einwanderungssystem in den Vereinigten Staaten zu ändern.
Darüber hinaus arbeitet Guerline Jozef an führender Stelle in der religiös geprägten humanitären Organisation Faith in Action und bei der Betreuung von Migranten im Rahmen der Immigration Justice-Bewegung mit. Sie ist Mitbegründerin des Black Immigrants Bail Fund und des Cameroon Advocacy Network.
Im März 2020 erließ das US-Center for Disease Control unter der Trump-Regierung eine die Anordnung „Titel 42“ zum Schutz der öffentlichen Gesundheit, die die rasche Ausweisung unerlaubter Grenzgänger und Asylsuchender ermöglichte, wenn Bedenken hinsichtlich COVID-19 geltend gemacht wurden. Da es sich um eine Ausweisung und nicht um eine Abschiebung handelt, haben die Migranten nicht das Recht, vor einem Einwanderungsrichter einen Antrag auf Verbleib in den USA zu stellen. Die meisten Migranten, auf die „Titel 42“ angewendet wurde, wurden innerhalb weniger Stunden nach Mexiko zurückgeschickt. Im Januar 2021 entschied das Berufungsgericht des DC Circuit Court, dass auch Minderjährige bis zur Überprüfung des Falls ausgewiesen werden können.
Guerline Jozef spielte eine wichtige Rolle als eine der ersten Helferinnen während der Del Rio-Krise in Texas, bei der Tausende haitianische Migranten im Gefolge des schweren Erdbebens am 14. August 2021 in Haiti versuchten, illegal über die Grenze von Mexiko in die USA zu gelangen und unter einer Brücke in Del Rio, Texas, Zuflucht suchten. Jozef beklagte die dortige humanitäre Krise und kritisierte die Massenabschiebungen von Migranten durch die Biden-Regierung, die „Titel 42“ weiter zur Anwendung brachte. Auch seien dabei humanitäre Standards verletzt worden und es zu rassistischen Übergriffen gekommen. Als Leiterin der Haitian Bridge Alliance koordinierte Jozef Hilfsmaßnahmen und setzte sich für die Rechte der Migranten ein. Menschenrechtsorganisationen wiesen darauf hin, dass die US-amerikanischen Behörden Grundsätze des internationalen und US-amerikanischen Flüchtlingsrechts verletzten, wenn sie Schutzsuchende nach Haiti abschieben, für das sie Reisewarnungen wegen der katastrophalen Situation nach der Ermordung von Präsident Jovenel Moïse 2021 mit Bandengewalt und mehreren tausend Toten ausgesprochen hatten.

## Auszeichnungen
- 2021 Nennung als eine der 40 Most Influential People on Race, Politics, and Policy in the United States durch die US-Zeitung Politico[6]
- 2021 Las Americas’ 2021 Border Heroes Award[7]
- 2021 Robert F. Kennedy Human Rights Award überreicht durch Kerry Kennedy[5]
- 2022 Champion Award der National Haitian-American Elected Officials Network Community.[2]
- 2022 Arthur C. Helton Human Rights Award der American Immigration Lawyers Association (AILA)[7]

## Privates
Guerline Jozef gibt an, dass ihr christlicher Glaube Leitschnur auch für ihr politisches Handeln ist.